# World of Sports
World of Sports est un jeu vidéo de sport sorti en 1990 et fonctionne sur GX-4000. Le jeu a été développé et édité par Epyx.

## Accueil
- Joystick : 85 %[1]